# Milton (Illinois)
Milton és una població dels Estats Units a l'estat d'Illinois. Segons el cens del 2000 tenia 274 habitants.

## Demografia
Segons el cens del 2000, Milton tenia 274 habitants, 107 habitatges, i 77 famílies. La densitat de població era de 285,9 habitants/km².
Dels 107 habitatges en un 33,6% hi vivien nens de menys de 18 anys, en un 56,1% hi vivien parelles casades, en un 11,2% dones solteres, i en un 28% no eren unitats familiars. En el 25,2% dels habitatges hi vivien persones soles el 13,1% de les quals corresponia a persones de 65 anys o més que vivien soles. El nombre mitjà de persones vivint en cada habitatge era de 2,47 i el nombre mitjà de persones que vivien en cada família era de 2,95.
Per edats la població es repartia de la següent manera: un 25,5% tenia menys de 18 anys, un 9,5% entre 18 i 24, un 29,2% entre 25 i 44, un 16,4% de 45 a 60 i un 19,3% 65 anys o més.
L'edat mediana era de 34 anys. Per cada 100 dones de 18 o més anys hi havia 74,4 homes.
La renda mediana per habitatge era de 26.591 $ i la renda mediana per família de 28.333 $. Els homes tenien una renda mediana de 26.786 $ mentre que les dones 18.281 $. La renda per capita de la població era d'11.847 $. Aproximadament el 10,8% de les famílies i el 10% de la població estaven per davall del llindar de pobresa.

## Poblacions més properes
El següent diagrama mostra les poblacions més properes.